# Camfor
Camforul este o substanță din grupul monoterpenelor biciclice (substanțe hidroaromatice), obținută inițial numai din rășina copacului Cinnamomum camphora, ulterior fiind obținut și pe cale sintetică.

## Istoric
Arborele de camfor ajunge la o vârstă cuprinsă între o mie și două mii de ani și secretă o rășină ce conține substanțe antimicrobiene. Aceasta explică rezistența mare la boli, fiind folosit din timpuri străvechi în China și India ca medicament. Frecvent este denumit „rășina albă”, fiind cunoscut pentru acțiunile sale antireumatice și antifebrile.

## Acțiune terapeutică
Cristalele de camfor se păstrează ca uleiuri volatile sau cristale la temperaturi scăzute. Este utilizat în unele afecțiuni dermatologice, respiratorii, circulatorii și reumatice. Are acțiune antipruriginoasă, antinevralgică, antiinflamatoare, lubrefiantă și de stimulare a circulației sanguine. Are o acțiune asemănătoare cu cea a uleiului de eucalipt. 
Produse din camfor sunt: 
- alcoolul camforat
- unguentul camforat